# Nibe Sogn
Nibe Sogn er et sogn i Aalborg Vestre Provsti (Aalborg Stift).
I 1800-tallet var Vokslev Sogn anneks til Nibe Sogn. Begge sogne hørte til Hornum Herred i Ålborg Amt, Nibe Sogn dog kun geografisk, da det lå i Nibe købstad, som ikke var under herredets administration. Nibe købstad blev ved kommunalreformen i 1970 kernen i Nibe Kommune, der ved strukturreformen i 2007 indgik i Aalborg Kommune.
I Nibe Sogn ligger Nibe Kirke.
I sognet findes følgende autoriserede stednavne:
- Nibe (bebyggelse)
- Nibe Mark (bebyggelse)
- Rønholm (areal)